# Anton Door
Pour les articles homonymes, voir Door.
Anton Door (Vienne, le 20 juin 1833 – Vienne, le 7 novembre 1919) est un pianiste et pédagogue autrichien.

## Biographie
Anton Door a étudié le piano avec Carl Czerny et la théorie avec Simon Sechter. Il a commencé une carrière de concertiste en 1850, faisant des tournées en tant que soliste en Allemagne et en Italie. Il a fait une tournée en Suède (1856-1857) et était membre de l'Académie royale de Stockholm. Il a enseigné au Conservatoire de Moscou (1866-1869). Son collègue Tchaïkovski lui a dédicacé la Valse Caprice Op. 4. De 1869 à 1901, il a enseigné au Conservatoire de Vienne. Il a servi en tant que président des Amis de la Société Brahms et a institué la série de concerts de l'organisation. Door était très connu pour sa technique exceptionnelle. En 1875, Camille Saint-Saëns lui a dédicacé son Concerto pour piano no 4.
Parmi les étudiants d'Anton Door, on trouve Robert Fischhof (en), Alexander von Zemlinsky, Fritz Steinbach, Pavel Pabst, Rubin Goldmark et Laura Netzel.
Il est mort à Vienne.